# Chef in campo
Chef in campo è stato un cooking show televisivo italiano trasmesso nel 2020 su Sportitalia e nel 2021 e 2022 su Alma TV con la regia di Mario Maellaro.

## La trasmissione
Il cooking show, condotto da Anthony Peth affiancato dallo chef Andrea Palmieri., ha visto sportivi, personaggi dello spettacolo e politici raccontarsi e cimentarsi ai fornelli per ricreare il piatto del campione. Al termine di ogni puntata veniva abbinato al piatto un vino dal Wine Ambassador Matteo Carreri e un dolce dalla Cake Creator Manuela Romiti.
Nella terza edizione sono state aggiunte alcune novità. Il bardender Tancredi Marco Fazzi ha condotto l’anteprima presentando i suoi cocktail. Alla fine del programma è stato invece inserito l’intervento dell’astrologo Terry Alimo.

## Partecipanti

### Prima edizione
- Christian Panucci[11][12]
- Massimiliano Rosolino[11]
- Antonio Tajani[13]
- Laura Cremaschi
- Francesco Testi
- Angelo Agnelli
- Michał Łasko
- Massimo Caputi
- Andrew Howe[11]

### Seconda edizione
- Barbara Di Palma
- Marco Osio
- Eleonora Scopelliti
- Barbara Chiappini
- Beppe Incocciati
- Chiara De Pisa
- Beppe De Marco
- Giusy Versace
- Daniele Stefani
- Alviero Martini
- Annalisa Minetti
- Tinto
- Monica Marangoni
- Antonio Giuliani
- Federica De Denaro
- Rosaria Cannavò
- Patrizio Oliva
- Elisabetta Pellini
- Manuela Maccaroni
- Alessia Lautone
- Lucia Orlando
- Osmin Lima